# Маркович, Александр
Алекса́ндр Ма́ркович (серб. Александар Марковић; род. 7 августа 1975) — сербский дирижёр.

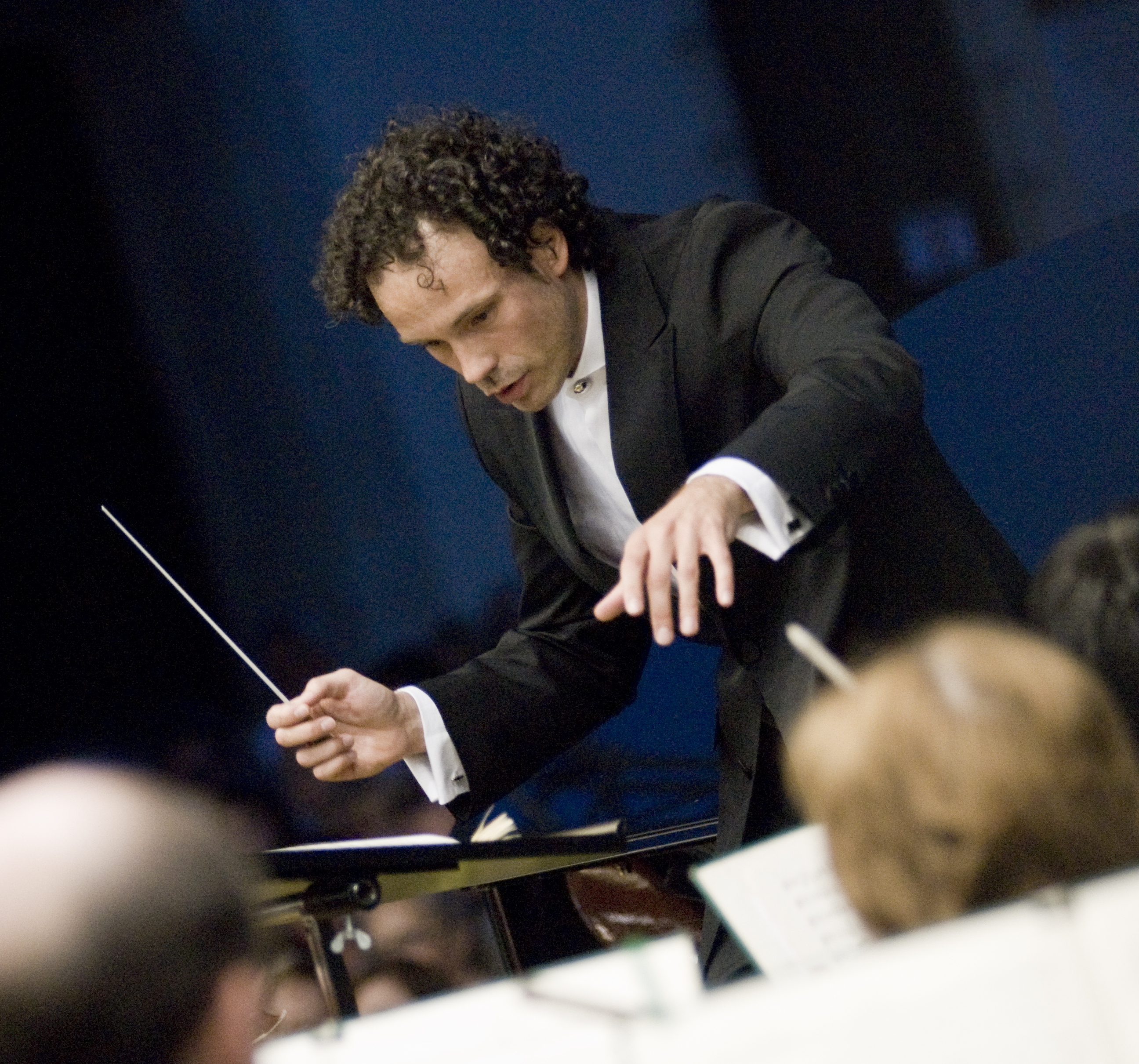
Александр Маркович на фестивале в замке Шпильберк в 2012 году

Учился в Венской академии музыки у Леопольда Хагера, прошёл также мастер-классы Лотара Загрошека и Джанлуиджи Джельметти в Академии Киджи. Как ассистент Загрошека гастролировал по Германии и Южной Америке с Молодёжным филармоническим оркестром Германии (2003), открыл во главе оркестра фестиваль «Берлиоз и наше время» в Леверкузене. В том же году ассистировал Юберу Судану при постановке оперы Моцарта «Так поступают все» во время Моцартовских недель в Зальцбурге, а в Катовице выиграл Международный конкурс дирижёров имени Гжегожа Фительберга (разделив первое место с Модестасом Питренасом). На волне этого успеха в 2004—2005 гг. возглавлял Филармонию имени Монюшко в Кошалине, а в 2005—2008 гг. был музыкальным руководителем Театра земли Тироль в Инсбруке.
С 2009 по 2015 годы был главным дирижёром Филармонического оркестра Брно.